# آدرین ناگی
آدرین ناگی (انگلیسی: Adrienn Nagy؛ زادهٔ ۲۴ مارس ۲۰۰۱) یک تنیس‌باز مجارستانی است. او دارای رنکینگ حرفه ای WTA 514 در انفرادی است که در 31 اکتبر 2022 به دست آورد و 235 در دونفره که در 7 نوامبر 2022 به دست آورده‌است.
مادرش Virág Csurgó نیز یک تنیس باز حرفه ای بود، او در بازی‌های المپیک تابستانی ۱۹۹۶ شرکت کرد.